# San Andrés (San Andrés y Providencia)
San Andrés (pronúncia espanhola: [ˌsan anˈdɾes]) é a capital do departamento de Santo André, Providência e Santa Catarina, na Colômbia. Em 2005, sua população era de 55.426 habitantes.

## Administração
Está situada no extremo norte da ilha de San Andrés, no mar do Caribe. A população é considerada cerca de 20% raizals e 80% colombianos do continente. A economia é sustentada principalmente pelo turismo e pela pesca comercial. Uma vez que um porto com isenção de impostos, ainda possui um distrito comercial relativamente vigoroso que vende vários bens de consumo a preços de pechincha, incluindo joias esmeralda e ouro colombiana, artigos de couro e outros produtos distintamente colombianos.

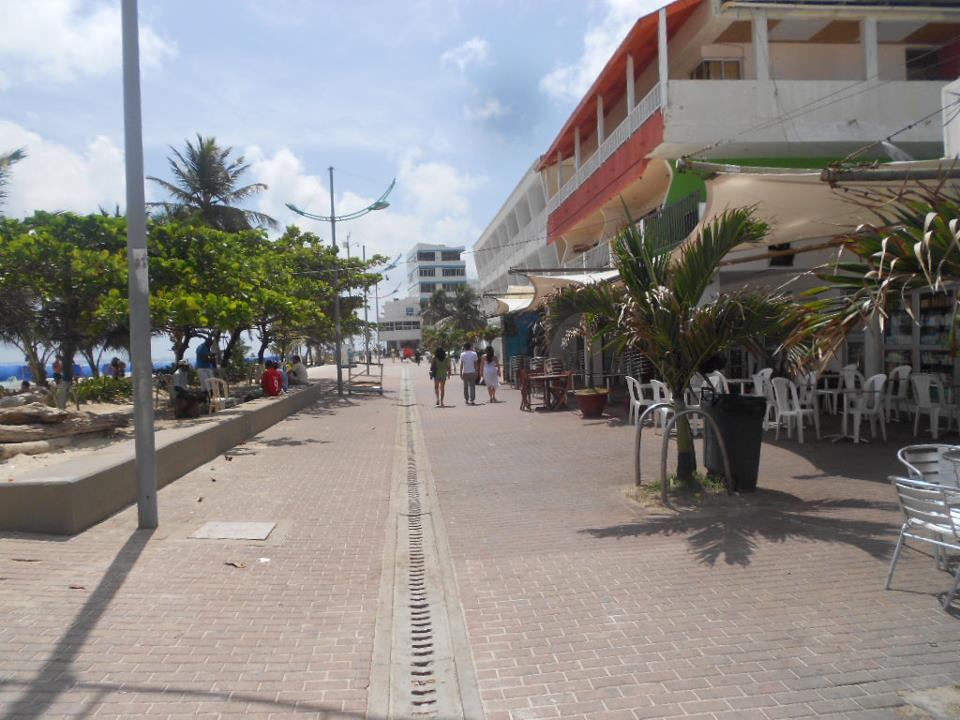
Calçada em San Andrés.

San Andrés se tornou um sinônimo de compras de pechincha na Colômbia, tanto que muitas cidades possuem uma área conhecida como San Andresito ("pequena San Andres"). As principais atrações turísticas são: Fisherman's Place, um local de encontro para os pescadores da ilha venderem seus produtos; o Centro de Treinamento do Caribe pelo SENA; Coral Palace, que é a sede da província do departamento; a Marina Plaza (praça do palácio coral); a Casa da Cultura; o calçadão Francisco Newball Avenue; caminho pedonal da Spratt Way, entre outros.

## Cidades irmãs
- San Clemente, na Califórnia